# 我的中国芯
《我的中国芯》是一部待播出的中国大陆网络剧，讲述中国一家民营企业突破外国封锁，攻克用于光刻机的193纳米DUV激光器技术难关的故事。由李克执导，顾佑明、何泽远、姚凯辰、周蓉倩、张蓝艺等主演，厦门快乐东方影视文化有限公司、上海野壳文化传媒有限公司联合出品。于2021年在厦门拍摄，2023年7月10日定档优酷视频。本剧在释出预告片后引发网络争议，細節疑有多處不合理，例如劇中描寫的「實驗室起火」等情節不合常識，后在开播当天以“排播调整”为由撤档。

## 演员阵容
| 演员   | 角色   | 简介                   |
| 顾佑明 | 李卫国 | 民营科技公司研发总监   |
| 何泽远 | 何章词 | 科研工作者             |
| 姚凯辰 | 余岚   | 物理化学系博士         |
| 周蓉倩 |        |                        |
| 张蓝艺 | 朱琳   | 民营科技公司董事长夫人 |